# Divizia A 1971-1972
Sezonul 1971-1972 al Diviziei A a fost cea de-a 54-a ediție a Campionatului de Fotbal al României, și a 34-a de la introducerea sistemului divizionar. A început pe 21 august 1971 și s-a terminat pe 21 iunie 1972. Argeș Pitești a devenit campioană pentru prima oară în istoria sa.

## Clasament
| Loc | Echipă                | Pct. | MJ | V  | E  | Î  | GM | GP | DG  | Calificare sau retrogradare          |
| --- | --------------------- | ---- | -- | -- | -- | -- | -- | -- | --- | ------------------------------------ |
| 1.  | Argeș Pitești (C)     | 41   | 30 | 19 | 3  | 8  | 51 | 35 | +16 | Cupa Campionilor 1972-73 Prima rundă |
| 2.  | UTA Arad              | 37   | 30 | 15 | 7  | 8  | 51 | 29 | +22 | Cupa UEFA 1972-73 Prima rundă        |
| 3.  | U Cluj                | 37   | 30 | 16 | 5  | 9  | 39 | 27 | +12 | Cupa UEFA 1972-73 Prima rundă        |
| 4.  | ASA Tîrgu Mureș       | 35   | 30 | 14 | 7  | 9  | 35 | 30 | +5  | Cupa Balcanică 1973                  |
| 5.  | Steagul Roșu Brașov   | 34   | 30 | 13 | 8  | 9  | 37 | 21 | +16 |                                      |
| 6.  | SC Bacău              | 32   | 30 | 14 | 4  | 12 | 41 | 41 | 0   |                                      |
| 7.  | Dinamo                | 31   | 30 | 12 | 7  | 11 | 46 | 36 | +10 |                                      |
| 8.  | Universitatea Craiova | 31   | 30 | 13 | 5  | 12 | 42 | 35 | +7  |                                      |
| 9.  | Steaua București      | 30   | 30 | 11 | 8  | 11 | 36 | 27 | +9  |                                      |
| 10. | Rapid                 | 30   | 30 | 13 | 4  | 13 | 40 | 39 | +1  | Cupa Cupelor 1972-73 Prima rundă     |
| 11. | Farul                 | 27   | 30 | 9  | 9  | 12 | 28 | 38 | −10 |                                      |
| 12. | Jiul Petroșani        | 27   | 30 | 10 | 7  | 13 | 26 | 38 | −12 |                                      |
| 13. | CFR Cluj              | 25   | 30 | 9  | 7  | 14 | 27 | 37 | −10 |                                      |
| 14. | Petrolul Ploiești     | 25   | 30 | 9  | 7  | 14 | 23 | 40 | −17 |                                      |
| 15. | Poli Iași (R)         | 24   | 30 | 6  | 12 | 12 | 30 | 42 | −12 | Retrogradare în Divizia B 1972-1973  |
| 16. | Crișul Oradea (R)     | 14   | 30 | 3  | 8  | 19 | 17 | 54 | −37 | Retrogradare în Divizia B 1972-1973  |

| Câștigătorii Diviziei A, ediția 1971/1972 |
| ----------------------------------------- |
| Argeș Pitești Primul Titlu                |

## Rezultate
| Oaspeți ► Gazde ▼                          | ASA | ARG | BAC | CFR | UCR | CRI | DIN | FAR | JIU | PET | PIA | RAP | SRB | STE | UTA | UCL |
| ------------------------------------------ | --- | --- | --- | --- | --- | --- | --- | --- | --- | --- | --- | --- | --- | --- | --- | --- |
| ASA Tîrgu Mureș                            | —   | 3–0 | 3–2 | 1–0 | 0–0 | 3–1 | 0–0 | 0–0 | 2–0 | 3–0 | 3–1 | 3–0 | 3–1 | 1–0 | 0–0 | 1–0 |
| Argeș Pitești                              | 1–0 | —   | 3–1 | 2–1 | 4–2 | 4–1 | 3–2 | 3–0 | 2–0 | 5–0 | 2–0 | 2–1 | 0–2 | 2–1 | 2–1 | 0–0 |
| Bacău                                      | 1–0 | 4–1 | —   | 4–1 | 3–0 | 0–0 | 3–1 | 3–1 | 1–0 | 0–1 | 3–1 | 1–0 | 0–2 | 1–0 | 4–2 | 1–0 |
| CFR Cluj                                   | 1–1 | 1–0 | 1–0 | —   | 1–0 | 2–0 | 1–3 | 3–1 | 1–2 | 1–0 | 2–2 | 0–1 | 0–0 | 2–1 | 0–0 | 0–1 |
| Universitatea Craiova                      | 2–0 | 1–2 | 3–0 | 2–2 | —   | 2–0 | 2–1 | 2–0 | 4–0 | 3–0 | 5–0 | 3–0 | 1–0 | 2–1 | 2–0 | 0–1 |
| Crișul Oradea                              | 0–1 | 0–1 | 1–2 | 1–0 | 2–1 | —   | 3–3 | 1–1 | 0–0 | 0–0 | 0–0 | 1–0 | 0–0 | 1–2 | 1–2 | 2–3 |
| Dinamo București                           | 1–2 | 2–3 | 6–0 | 0–0 | 3–0 | 3–1 | —   | 0–0 | 3–0 | 1–1 | 1–0 | 1–0 | 2–2 | 1–0 | 1–1 | 3–2 |
| Farul Constanța                            | 1–0 | 0–0 | 1–1 | 1–0 | 2–1 | 4–1 | 1–0 | —   | 1–0 | 1–1 | 2–2 | 2–2 | 2–0 | 1–0 | 3–1 | 0–1 |
| Jiul Petroșani                             | 0–0 | 1–1 | 0–0 | 1–0 | 3–0 | 2–0 | 2–1 | 2–2 | —   | 2–0 | 2–0 | 0–1 | 1–0 | 1–1 | 1–1 | 3–0 |
| Petrolul Ploiești                          | 5–0 | 1–2 | 2–1 | 0–1 | 1–1 | 1–0 | 2–0 | 1–0 | 0–1 | —   | 0–0 | 1–0 | 0–0 | 0–2 | 0–2 | 1–0 |
| Politehnica Iași                           | 2–0 | 0–1 | 1–1 | 2–4 | 1–1 | 0–0 | 0–1 | 3–1 | 3–0 | 0–1 | —   | 2–2 | 1–0 | 2–0 | 1–0 | 1–1 |
| Rapid București                            | 1–0 | 0–2 | 1–2 | 3–1 | 2–0 | 7–0 | 2–1 | 1–0 | 5–1 | 2–0 | 1–0 | —   | 1–5 | 2–1 | 1–1 | 1–0 |
| Steagul Roșu Brașov                        | 3–1 | 2–1 | 2–0 | 2–0 | 0–1 | 1–0 | 2–1 | 3–0 | 1–0 | 3–0 | 0–0 | 5–1 | —   | 0–0 | 0–1 | 1–1 |
| Steaua București                           | 1–0 | 2–1 | 2–1 | 1–1 | 1–1 | 4–0 | 0–1 | 2–0 | 3–0 | 3–0 | 1–1 | 2–1 | 0–0 | —   | 1–0 | 2–0 |
| UTA Arad                                   | 5–1 | 4–0 | 2–0 | 4–0 | 3–0 | 1–0 | 1–2 | 1–0 | 4–1 | 4–2 | 4–1 | 1–1 | 2–0 | 2–2 | —   | 1–0 |
| Universitatea Cluj                         | 1–2 | 2–1 | 3–1 | 1–0 | 2–0 | 4–0 | 2–1 | 3–0 | 1–0 | 2–2 | 3–3 | 1–0 | 1–0 | 1–0 | 2–0 | —   |
| Câștigă gazdele; Remiză; Câștigă oaspeții. |     |     |     |     |     |     |     |     |     |     |     |     |     |     |     |     |

## Echipa campioană
| Argeș Pitești |
| --- |
| Portari: Daniel Ariciu (1/0); Vasile Stan (29 / 0); Spiridon Niculescu (1 / 0). Fundași: Marcel Pigulea (27 / 0); Dumitru Ciolan (16 / 0); Ion Barbu (16 / 0); Constantin Olteanu (20 / 1); Remus Vlad (30 / 0); Petre Ivan (29 / 0); Constantin Nedelcu (1 / 0). Mijlocasi: Ion Prepurgel (28 / 4); Marian Popescu (30 / 2); Ștefan Dumitru (7 / 0). Atacanti: Ion Dobrescu (16 / 1); Constantin Radu (27 / 9); Ion Roșu (17 / 4); Nicolae Dobrin (23 / 15); Radu Jercan (29 / 8); Emil Dumitru (9 / 0); Mihai Ciornoavă (2 / 0); Constantin Frățilă (17 / 7). (aparițiile în ligă și golurile enumerate între paranteze) Manager: Florin Halagian . |

## Golgheteri
| Rank | Player          | Club                  | Goals |
| ---- | --------------- | --------------------- | ----- |
| 1    | Ion Oblemenco   | Universitatea Craiova | 20    |
| 2    | Alexandru Neagu | Rapid București       | 16    |
| 3    | Nicolae Dobrin  | Argeș Pitești         | 15    |
| 4    | Attila Kun      | UTA Arad              | 12    |
| 4    | Nicolae Pescaru | Steagul Rosu Brasov   | 12    |